# 1792 Рені
1792 Рені (1792 Reni) — астероїд головного поясу, відкритий 24 січня 1968 року.
Тіссеранів параметр щодо Юпітера — 3,259.
Назва походить від назви населеного пункту Рені — міста обласного підпорядкування Одеської області, що знаходиться у південній Бессарабії, на лівому березі Дунаю, за 3 км від гирла Пруту